# Peccati d'amore
Peccati d'amore (Finale) è un film del 1938 diretto da Géza von Bolváry.

## Produzione
Il film fu prodotto dall'Intergloria film.

## Distribuzione
Distribuito dalla Sascha-Verleih, film - con il titolo originale austriaco Finale - venne presentato in prima a Vienna l'11 febbraio 1938. In Germania, uscì il 25 febbraio con il titolo tedesco Die unruhigen Mädchen a Breslavia, città polacca che all'epoca faceva parte della Germania. A Berlino, il film fu proiettato in prima al cine-teatro Atrium l'11 marzo 1938.
In Italia, fu distribuito durante la guerra dalla Titanus, uscendo in sala nel 1941 con il titolo italiano Peccati d'amore in una versione di 2222 metri.